# Moritz Heilpern
Moritz Heilpern (ur. 1870 we Lwowie, zm. 1932 w Bielsku) – przemysłowiec, filantrop.

## Życiorys
Urodził się we Lwowie w rodzinie Heinricha Heilperna. Absolwent gimnazjum w Bielsku i uniwersytetu w Wiedniu, uzyskał tytuł doktora (1893–1896).
Odziedziczył razem z kuzynem Ludwikiem Heilpernem fabrykę włókienniczą Bracia Heilpern w Skoczowie. W 1930 roku został współwłaścicielem fabryki włókienniczej Karl Bachrach w Bielsku.
Zamieszkiwał przy ulicy 3 maja 5.
W Bielsku zaangażował się w działalność społeczną i gospodarczą, dał się także poznać jako filantrop. Przez wiele lat wchodził w skład Zarządu Izraelickiej Gminy Wyznaniowej w Bielsku. Założył Bielsko-Bielskie Towarzystwo Muzyczne. Pracował jako audytor Banku Polskiego. Pełnił funkcję prezesa Konwencji Tekstylnej. Był także wiceprezesem Związku Przemysłowców, radcą Izby Handlowej, wiceprzewodniczącym Stowarzyszenia Eksporterów Przemysłu Włókienniczego a od 1926 r. należał do żydowskiego Stowarzyszenia Humanitarnego B'nei B'rith.
Z inicjatywy prof. Rudolfa Maxa i dra Moritza Heilperna, powstało Gesellschaft der Musikfreunde. Towarzystwo organizowało koncerty w bielskim kościele ewangelickim, ale także nawiązywało kontakty z Wiedniem, dzięki czemu na gościnne występy udało się zaprosić wielu sławnych artystów tamtych czasów
Został pochowany na bielskim cmentarzu żydowskim przy ul. Cieszyńskiej (sektor C, rząd IV, nr grobu 1473).